# AirNet Express
AirNet Express — вантажна авіакомпанія Сполучених Штатів Америки, сертифікована по Частині 135 Правил Федерального Управління цивільної авіації США, зі штаб-квартирою в місті Колумбус (Огайо).
Авіакомпанія спеціалізується на перевезення та доставки документів, пакунків і інших дрібних вантажів. AirNet Express була найбільшим транспортним партнером понад 300 банків країни аж до прийняття у США Закону 21, а також до епохи масового впровадження систем електронних банківських операцій. В даний час діяльність авіакомпанії зосереджена в основному в області перевезень важливих пакетів документації організацій та установ галузей науки і медицини.
В якості центру вантажних перевезень AirNet Express експлуатує Міжнародний аеропорт імені Рікенбеккера в Колумбус (Огайо). У вересні 2008 року авіакомпанія оголосила про перенесення транзитного вузла вантажоперевезень в Чикаго, а також про скорочення кількості літаків і реорганізації маршрутної мережі перевезень. Штаб-квартира авіакомпанії залишається в Колумбусі.

## Історія
Авіакомпанія була утворена в 1974 році під початковою назвою US Check Airlines. Аж до вересня 1997 року на ринку вантажних авіаперевезень створювалися майже сім еквівалентних по своїй сфері діяльності компаній:
- Wright International Express — набута у 1984 році,
- Air Continental — поглинена в 1988 році,
- Midway Aviation (Даллас, штат Техас) — підрозділ регіональної авіакомпанії,
- Express Convenience Center (Саутфілд, штат Массачусетс)
- Pacific Air Charter (Сан-Дієго, штат Каліфорнія) — компанія, що пройшла в червні 1997 року сертифікацію по Частині 135 Правил Федерального Управління цивільної авіації США,
- Data Air Courier (Чикаго, штат Іллінойс) — національний перевізник, ліквідований законодавчим актом у липні 1997 року.

На початку 2008 року авіакомпанія була придбана інвестиційним холдингом Bayside Capital за 38 мільйонів доларів США.

## Флот
Станом на грудень 2008 року повітряний флот авіакомпанії AirNet Express становили такі літаки: